# Луфира (биосферный резерват)
Луфира — биосферный резерват в Демократической Республике Конго.

## Физико-географическая характеристика
Биосферный резерват находится на центральноафриканском плато на юго-востоке страны, восточнее города Ликаси в долине реки Луфира. Резерват включает в себя обширную речную систему, а также болотистые земли около водохранилища Луфира, сформировавшегося после строительства дамбы в 1926 году. Это первый биосферный резерват в миомбо.
В базе данных всемирной сети биосферных резерватов указаны следующие границы резервата 10°55' to 11°00’S; 26°50' to 27°00’E, общая площадь составляет 147 км². Согласно концепции зонирования парк разделён на три зоны: ядро, площадью 28 км², буферная зона — 51 км², транзитная зона — 68 км².
Средняя высота над уровнем моря составляет 1200 метров. Среднее годовое количество осадков составляет 1200 мм, влажными месяцами являются февраль и март, когда поднимается уровень воды.

## Флора и фауна
Основу растительного мира составляют сухие тропические и лиственные леса. Преобладающими видами являются: Cassia singueana, Psorospermum febrifugum, Afzelia quanzensis — в миомбо, Khaya nyasica, Chlorophora excelsa, Parkia — в лесах, Leersia, Oryza, Typha, Phragmites — на лугах.
Резерват и его водная система расположены на пути миграции водоплавающих птиц. На территории парка наблюдались такие виды как ткач Ploceus ruweti, китоглав, степная пустельга, коростель.

## Взаимодействие с человеком
По данным 1998 года на территории резервата проживало 14700 человек. На территории резервата, в том числе его ядра, ведётся разработка леса, рыболовство и сельское хозяйство, что приводит к деградации почвы.